# Leiothrix nubigena
Leiothrix nubigena là một loài thực vật có hoa trong họ Eriocaulaceae. Loài này được (Kunth) Ruhland mô tả khoa học đầu tiên năm 1903.